# Cléré-les-Pins
Cléré-les-Pins è un comune francese di 1 289 abitanti situato nel dipartimento dell'Indre e Loira nella regione del Centro-Valle della Loira.

## Società

### Evoluzione demografica
Abitanti censiti